# جام حذفی فوتبال اسرائیل
 جام حذفی فوتبال اسرائیل  (به عبری: ליגת העל) مسابقاتی است که به صورت حذفی در کشور اسرائیل از سال ۱۹۲۸ تاکنون برگزار می‌شود. این جام از ۲۵۶ تیم که از سراسر کشور اسرائیل در آن شرکت می‌کنند برگزار می‌شود.
باشگاه فوتبال مکابی تل‌آویو با ۲۷ قهرمانی پرافتخارترین تیم این سری مسابقات به حساب می‌آید.

## باشگاه‌ها بر پایه قهرمانی
| باشگاه                   | قهرمانی |
| مکابی تل‌آویو             | ۲۴      |
| هاپوئل تل‌آویو            | ۱۶      |
| بیتار اورشلیم            | ۸       |
| مکابی حیفا               | ۶       |
| هاپوئل حیفا              | ۴       |
| بنی یهودا تل آویو        | ۴       |
| هاپوئل بئرشبع            | ۴       |
| مکابی پتخ تیکوا          | ۳       |
| هاپوئل کفار سابا         | ۳       |
| هاپوئل پتخ تیکوا         | ۲       |
| بیتار تل آویو            | ۲       |
| هاکواه آمیدار رمت گن     | ۲       |
| هاپوئل رمت گن            | ۲       |
| مکابی نتانیا             | ۱       |
| هاپوئل اورشلیم           | ۱       |
| مکابی اورشلیم            | ۱       |
| هاپوئل ایرونی کریات‌شمونا | ۱       |
| نیروی پلیس بریتانیا      | ۱       |
| گانرز                    | ۱       |
| هاپوئل یهود              | ۱       |
| هاپوئل لد                | ۱       |
| بنی سخنین                | ۱       |